# Бертрам, Адольф
Адольф Иоганнес Бертрам (нем. Adolf Johannes Bertram; 14 марта 1859, Хильдесхайм — 6 июля 1945, замок Йоханнесберг, Яворник) — немецкий кардинал. Епископ Хильдесхайма с 26 апреля 1906 по 27 мая 1914 года. Епископ Бреслау с 27 мая 1914 по 13 августа 1930 года. Архиепископ Бреслау с 13 августа 1930 по 6 июля 1945 года. Кардинал in pectore с 4 декабря 1916 по 5 декабря 1919 года. Кардинал-священник с 5 декабря 1919 года, с титулом церкви Сант-Аньезе-фуори-ле-Мура с 18 декабря 1919 года.